# Die Kristallkugel
Die Kristallkugel ist ein Märchen (ATU 552, 518, 302). Es steht in den Kinder- und Hausmärchen der Brüder Grimm ab der 6. Auflage von 1850 an Stelle 197 (KHM 197). Dort schrieb sich der Titel Die Krystallkugel. Es stammt aus Friedmund von Arnims Sammlung Hundert neue Mährchen im Gebirge gesammelt von 1815 (Nr. 14 Vom Schloß der goldnen Sonne).

## Inhalt
Eine Zauberin, die ihren drei Söhnen nicht traut, verwandelt den ältesten in einen Adler, den mittleren in einen Walfisch, doch der jüngste beschließt, sich durch Flucht zu retten, bevor ihn die Mutter in einen „Bären oder einen Wolf“ verzaubert.
Der dritte Sohn macht sich auf den Weg zum Schloss der goldenen Sonne, wo er die verwünschte Königstochter erlösen möchte, eine Aufgabe, an der bereits 23 Jünglinge zugrunde gegangen sind.
Unterwegs begegnen ihm zwei Riesen, die sich um einen Wünschhut streiten. Der Jüngling bietet sich als Schiedsrichter an, setzt den Hut auf und wandert weiter. Auf seinen Ruf sollen die Riesen um die Wette laufen. Er vergisst jedoch die Abmachung der Riesen und seufzt: „Ach wär' ich doch auf dem Schloß der güldenen Sonne!“ Prompt befördert ihn der Wünschhut ans Ziel.
Die verwünschte Königstochter leidet an einem Fluch, der sie für jeden alt aussehen lässt. Nur wer in einen Zauberspiegel blickt, sieht sie in ihrer vollen Schönheit. Nachdem der Jüngling sie so erblickt hat, verfestigt sich seine Bereitschaft, sie zu erlösen. Dazu muss er die Kristallkugel erlangen und dem bösen Zauberer vorhalten, der die Königstochter verflucht hat. Dies kann aber erst nach einer ganzen Folge gefährlicher Teilaufgaben geschehen.
So muss der Jüngling einen Auerochsen besiegen, der an einer Quelle harrt, dann fliegt ein „feuriger Vogel“ auf, der gezwungen werden muss, ein Ei zu legen, dessen Dotter die Kristallkugel bildet. Dieses „Ei“ darf nirgends aufprallen, weil es sonst einen Brand auslöst, in dem die Kristallkugel zerstört wird.
Der Jüngling siegt im Kampf mit dem Auerochsen. Als der Feuervogel auffliegt, jagt ihn der Adler-Bruder so lange, bis er ein Ei fallen lässt. Dieses entzündet zwar eine Holzhütte am Meer, doch der Walfisch-Bruder löscht das Feuer. Der jüngste Bruder bringt die Kristallkugel ins Schloss, der Zauberer erklärt sich für besiegt und die Königstochter erscheint in ihrer wahren Schönheit. Das Märchen endet: „Da eilte der Jüngling zu der Königstochter, und als er in ihr Zimmer trat, so stand sie da im vollen Glanz ihrer Schönheit, und beide wechselten voll Freude die Ringe miteinander.“

## Herkunft
Das Märchen ist in den Kinder- und Hausmärchen seit der 6. Auflage von 1850 als Nr. 197 enthalten. Es stammt aus Friedmund von Arnims Sammlung Hundert neue Mährchen im Gebirge gesammelt von 1815 (Nr. 14 Vom Schloß der goldnen Sonne). Im Original geht die Geschichte noch weiter: Er holt seine Braut gegen ihren Wunsch weg, um sie anderen zu zeigen, dafür lässt sie ihn allein zurück mit Eisenschuhen, die er ablaufen muss (wie KHM 92 Der König vom goldenen Berg). Er kommt zu einer Räuberhütte, wo ihn eine hilfreiche Alte versteckt und er drei Wunderdinge findet. Damit fliegt er zu Sonne, Mond und Winden, deren letzter ihn zu ihrem Schloss führt. Er isst ihr unsichtbar die Suppe vom Löffel, dass sie nach draußen geht, wo er sich zeigt und sagt, dass sie ihren alten Schlüssel wiedergefunden hat (wie KHM 67 Die zwölf Jäger), da geht der neue König weg. Der wiedergegebene Teil der Geschichte ist aber sinngemäß genau gleich (das Bestehlen der Riesen wirkt im Original weniger spontan, es werden keine Zimmer im Schloss erwähnt, der Dialog mit der Prinzessin ist ausführlicher: „Wenn ich gewußt hätte, daß Ihr so fürchterlich aussähet, so wäre ich gar nicht hergekommen.“). Grimms Anmerkung vergleicht noch Pröhles Kindermärchen Nr. 1, Musäus Nr. 1 die drei Schwestern und Im Pentamerone (4, 3) die drei Könige.

## Interpretation
Eugen Drewermann hält in seinem Werk Rapunzel, Rapunzel, laß dein Haar herunter – Grimms Märchen tiefenpsychologisch gedeutet (dtv 35056) eine subjektale Märchendeutung für angebracht (S. 8 und 107–164), der zufolge die drei Brüder drei Seelen in der Brust eines Menschen symbolisieren: den hochfliegenden Intellekt, das verschwimmende Gefühl und „das eigene Ich“, das mit heftigen Trieben kämpft, bis es zu einer Integration kommt, welche vom Gewinn der Kristallkugel symbolisiert wird. In den drei Märchen-Brüdern erkennt Drewermann eine Analogie zu Dostojewskis Romanfiguren in Die Brüder Karamasow. Drewermann interpretiert dann „Die Kristallkugel“ als Zaubermärchen mit Tierverwandlung und „Suchwanderung der Liebe“.
Ergänzend zu Drewermann ließe sich auch eine objektale Märchendeutung vornehmen. Es wäre von der Familiensituation einer allein erziehenden Mutter auszugehen, deren Ansprüche, die Söhne sollten „anders werden“ (Eltern wünschen immer, dass die Kinder sich ändern), zu deren Verwandlung führt: der älteste Sohn, der ein Adler wird, entwickelt sich zu jemand, der im Intellekt „abhebt“. Der zweite Sohn mutiert zu einer Persönlichkeit, die sich vor den großen Ansprüchen schützt, indem er in die Gefühlswelt „abtaucht“ oder vielleicht auch Walfisch-artig viel Fett ansammelt zur Kompensation seines von der Mutter erzeugten Minderwertigkeitsgefühls. Der dritte Sohn wählt die Lösung „abzuhauen“. Dabei bringt er den Wünschhut an sich: Der Streit der Riesen um dieses Symbol der Weiblichkeit könnte darauf hindeuten, dass es dem Sohn egal ist, mit welchem von mehreren Bewerbern (für ein Kind riesengroße Männer) die Mutter wieder unter die Haube kommt. Das Mutterbild bestimmt im Sohn aber weiter das Frauenbild, so dass er die Königstochter, die begehrte Lebensgefährtin, erst nur als hässlich bewerten kann. Erst als er den Umgang mit seinen inneren Spannungen und Aggressionen (Auerochs, Feuervogel) errungen hat, wobei der intellektuelle Rat des Adler-Bruders und der gefühlvolle Rat des Walfisch-Bruders (Emotionale Intelligenz, Herzenswärme) helfen können, vermag der junge Mann die Frau seiner Wahl im richtigen Blickwinkel zu sehen. Das Märchen deutet an, dass auf Seiten der Frau auch familiäre Probleme existieren: der Zauberer, der besiegt wird, wäre als „Vater der Braut“ zu verstehen, der die Tochter nicht loslassen will und zum Schicksal einer „alten Jungfer“ verdammt.
Im Hintergrund dieses Grimmschen Märchens steht sicher auch eine Idee von kosmischer Harmonie, wenn es 23 Männern nicht gelingt, die Frau im Schloss der Sonne zu erlösen und erst der 24. Erfolg hat. Dies deutet auf die 24 Stunden hin, die nötig sind, um einen Tag abzurunden.
Die Kristallkugel als Symbol des integrierten, autonomen Selbst steht der goldenen Kugel der Königstochter im Märchen Der Froschkönig nahe (vgl. KHM 82a Die drei Schwestern). Ein Streit zweier Riesen um einen magischen Gegenstand kommt noch vor in Der König vom goldenen Berg, Die Rabe, Der Trommler.
Linde Knoch erzählte das Märchen neu und veröffentlichte es in dem von Ingo Kühl illustrierten Buch Kraft der Elemente auf Sylt.

## Zeichentrickserien
- Das gestohlene Gesicht, Trickfilm (DDR 1979, 34 min.; Regie: Lothar Barke)
- Gurimu Meisaku Gekijō, japanische Zeichentrickserie 1987, Folge 26: Die Kristallkugel
- SimsalaGrimm, deutsche Zeichentrickserie 1999, Staffel 2, Folge 5: Die Kristallkugel

## Verfilmung
- Vom tapferen Schmied bzw. O Statecnem Kovari nach Božena Němcovás Märchen Der unerschrockene Mikesch[2] ČSSR 1983 mit Pavel Kříž als Schmied Mikesch, Jan Króner als Köhler Ondra und Martina Gasparovicová als Mikeschs Prinzessin; Die Thematik von Grimms Die Kristallkugel wird hier im Kampf mit dem schwarzen König der Unterwelt aufgegriffen und in das verfilmte Märchen von Němcová integriert; auch hier gewinnt die Prinzessin ihre Schönheit zurück, als der Riese ohne Herz besiegt ist. Im Übrigen verlaufen Němcovás Märchen und der Film Vom tapferen Schmied ähnlich wie Grimms Dat Erdmänneken.